# Hachem Bathaie Golpayegani
Hachem Bathaie Golpayegani (persan : سید هاشم بطحایی گلپایگانی), né en 1941 à Golpayegan et mort le 16 mars 2020 à Qom, est un homme politique iranien, un ayatollah et représentant de la province de Téhéran à l'Assemblée des experts iraniens. Il est aussi un Sayyid. 

## Biographie
Hachem Bathaie Golpayegani a étudié au séminaire de Qom et a été instruit par Rouhollah Khomeini et d'autres ayatollahs. 
Il s'est présenté sur la liste électorale Experts du peuple et Amis de la modération lors de l'élection de l'Assemblée iranienne d'experts de 2016.

### Décès
Le 15 mars 2020, la chaîne d'information Al-Arabiya en anglais a signalé qu'Hachem Bathaie Golpayegani avait été infecté par le SARS-CoV-2, le virus qui cause la maladie à coronavirus 2019. Le 16 mars, il est décédé des suites de l'infection.   